# 紅茶・珈琲誌
『紅茶・珈琲誌』（こうちゃ・コーヒーし、Tea and Coffee: a Modern View of Three Hundred Years of Tradition）は、イギリスの紅茶とコーヒーの製造販売業、「ブラマー商会」の会長である、エドワード・ブラマー（Edward Bramah）が著した、紅茶とコーヒーに関する解説書である。

## 本の概要と出版状況
紅茶およびコーヒーの起源から、栽培方法と商品化されるまでの過程、1970年代初頭までの紅茶市場の状況などを約100点の図版とともに詳しく解説している。著者自身紅茶売買に携わっていた関係から、とくに紅茶貿易についての記述は精細をきわめており、紅茶、コーヒーに関するすぐれた文化史として重用されている。
初版はHutchinsonより1972年に出版され、現在でもブラマー・ミュージアム（The Bramah Museum of Tea and Coffee）にて出版されている。日本語版は、劇作家の梅田晴夫が翻訳し、1974年に1000部のみ限定出版されたが、同社から1978年に重版されたのを最後に、現在は絶版となっている。

## 出版記録
- 1972年 Hutchinson ISBN 978-0091089504　（初版）
- 1974年 東京書房社 （梅田晴夫による日本語訳）
- 1978年 東京書房社 （同上）味道探求名著選集の一冊として重版。